# 卡塔爾奧林匹克委員會
卡塔爾奧林匹克委員會（英語：Qatar Olympic Committee）是卡塔爾的國家奧林匹克委員會。該組織成立於1979年，是國際奧委會和亞洲奧林匹克理事會的成員。1984年，首次派員參加在美國洛杉磯舉辦的夏季奧運會。在2012年的倫敦奧運會中，又首次派出女子運動員參賽。
現時，卡塔爾奧林匹克委員會的總部設在多哈，主席是Tamim bin Hamad。

## 資料來源
1. ↑  .   [2014-02-17]. （原始内容存档于2017-06-09）.
2. ↑  "London 2012 Olympics: Saudi Arabian women to compete" BBC News 2012 7 12

## 外部連結
- 卡達奧林匹克委員會 （页面存档备份，存于）